# Травњик
Травњик (слч. Trávnik, мађ. Komáromfüss) насељено је мјесто са административним статусом сеоске општине (слч. obec) у округу Коморан, у Њитранском крају, Словачка Република.

## Становништво
| Година:    | 1994. | 2004.   | 2014.   | 2024.    |
| ---------- | ----- | ------- | ------- | -------- |
| Број људи: | 749   | 676     | 725     | 642      |
| Разлика:   |       | -9,74 % | +7,24 % | -11,44 % |

| Година:    | 2023. | 2024.   |
| ---------- | ----- | ------- |
| Број људи: | 657   | 642     |
| Разлика:   |       | -2,28 % |

Према подацима о броју становника из 2011. године насеље је имало 702 становника.